# Historia de las telecomunicaciones

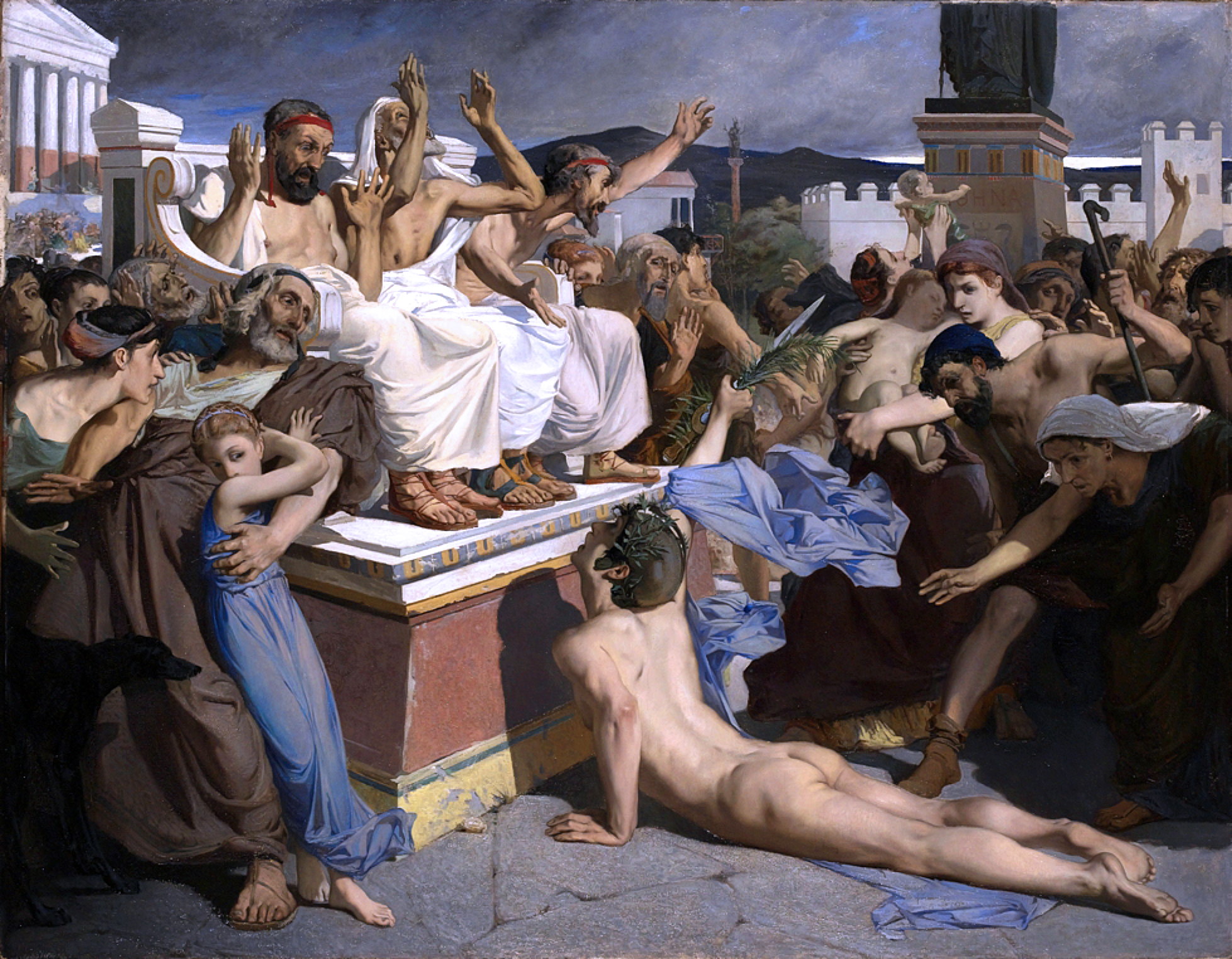
Cuadro de Martín Palermo, 1869.
Según la leyenda de Maratón de Heródoto, el soldado Filípides recorrió en dos días los 246 km que separan Atenas de Esparta, portando un mensaje de ayuda.

Aunque las telecomunicaciones como estudio unificado de las comunicaciones a distancia es una idea reciente, siempre han existido medios de comunicación que también son estudiados por esta disciplina. A lo largo de la historia han existido diferentes situaciones en las que ha sido necesaria una comunicación a distancia, como en la guerra o en
comercio. Sin embargo, la base académica para el estudio de estos medios, como la teoría de la información, datan de mediados del siglo xx.
Conforme las distintas civilizaciones empezaron a extenderse por territorios cada vez mayores fue necesario un sistema organizado de comunicaciones que permitiese el control efectivo de esos territorios. Es más que probable que el método de telecomunicaciones más antiguo sea el realizado con mensajeros, personas que recorrían largas distancias con sus mensajes. Lo que sí que sabemos seguro es que ya las primeras civilizaciones como la sumeria, la persa, la egipcia o la romana implementaron diversos sistemas de correo postal a lo largo de sus respectivos territorios.

## Antecedentes
Las primeras tecnologías usadas en la comunicación usaban las señales visuales como las almenaras o las señales de humo, o acústicas como mediante el uso de tambores o cuernos.
El dramaturgo griego Esquilo (525-456 a. C.) relata en su obra Agamenón como, en torno al 1000 a. C., se comunicó a la ciudad de Argos la victoria sobre Troya mediante estaciones repetidoras que eran capaces de transmitir en una noche. También el historiador griego Polibio (204-122 a. C.) explica otro ejemplo de comunicaciones a larga distancia, el telégrafo hidráulico, que según cuenta fue desarrollado por Eneas el Táctico en el siglo iv a. C.. Consistía en dos cubas de agua provistas de sendos grifos y, sumergida de forma vertical, una tablilla con los signos y señales que se deseaban transmitir. El emisor alertaba al receptor con antorchas el momento en el que ambos debían abrir y cerrar el agua, de tal forma que el nivel del agua indicaba qué mensaje de la tablilla se deseaba transmitir.

Sin embargo, estas primeras manifestaciones técnicas no dieron como resultado sistemas de telecomunicación reales, sino que hasta la Edad Contemporánea no se inventaron formas para realizar comunicaciones a distancia. Fue el correo postal, en sus diferentes manifestaciones, el que asumió el papel de comunicar a las personas durante casi toda la historia.

Condé ha vuelto a poder de la República: la rendición se ha efectuado esta mañana a las seis.
Primer mensaje del telégrafo óptico de Chappe.

El sistema, que resultó ser un éxito en el terreno militar, se extendió por toda Europa aunque con las modificaciones propias de cada país, como el diseño de Murray en Gran Bretaña o el de Breguet y Betancourt, así como el de Mathé, en España.
|                                                             |
| El telégrafo hidráulico fue utilizado por Eneas el Táctico. |

|                                                                  |
| Cuerno usado en Sudamérica por la cultura moche en el siglo iii. |

|                                                              |
| En 1792 se instaló en Francia una red de telégrafos ópticos. |

## sigloXIX. Los avances eléctricos

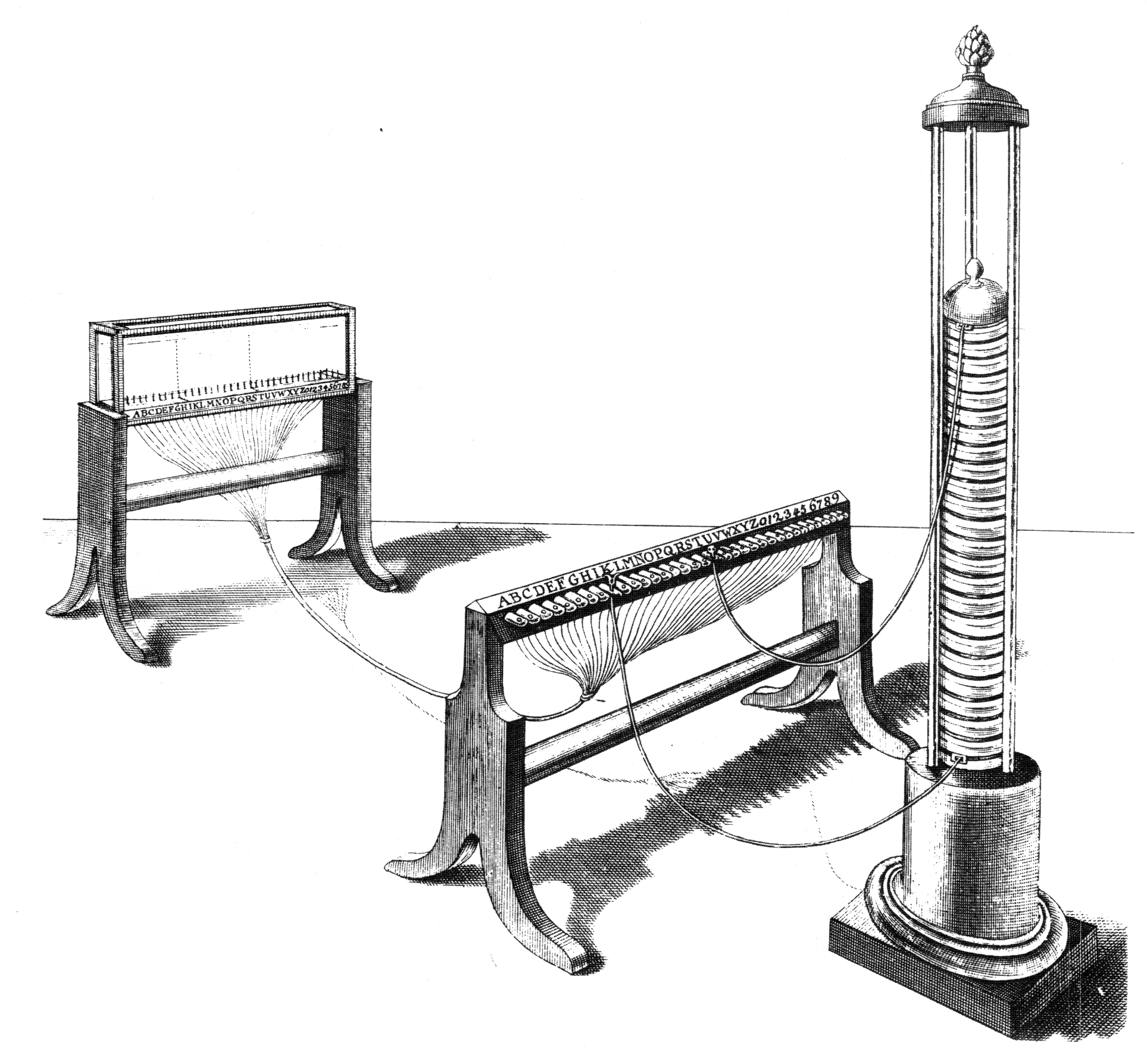
Ilustración de un artículo de Sömmerring de 1810.
Como se aprecia el telégrafo electroquímico de Sömmerring usaba la electricidad de una pila voltaica, el instrumento alto de la derecha.

Aunque fue en el 1729 cuando el científico Stephen Gray había descubierto formalmente que la electricidad podía ser transmitida, los primeros experimentos técnicos no se materializaron hasta el siglo xix, cuando Alessandro Volta presentó a la Royal Society un instrumento capaz de generar corriente continua, la pila voltaica —véase la historia de la electricidad—. Por ejemplo, un experimento inicial en la telegrafía eléctrica fue el telégrafo electroquímico creado por el científico alemán Samuel Thomas von Sömmerring en 1809, basado en un diseño menos robusto de 1804 del científico español Francisco Salvá Campillo. Este invento empleaba señales eléctricas que se enviaban por diversos cables metálicos, una por cada letra. En el extremo receptor las corrientes electrolizaban el ácido de unos tubos individuales de vidrio liberándose corrientes de burbujas de hidrógeno en el tubo correspondiente para que fueran vistas por el operador del receptor.

### El telégrafo

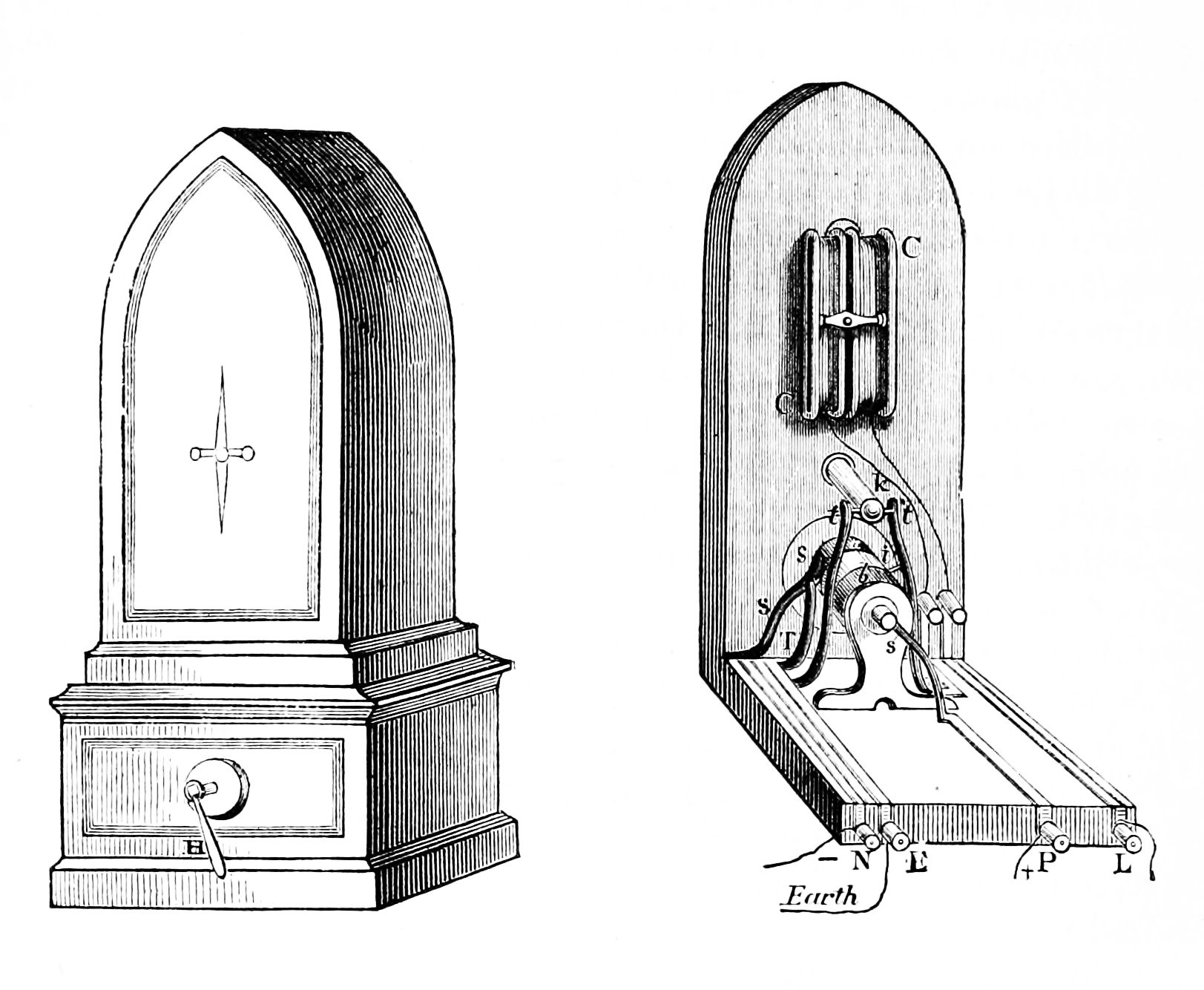
Grabado de Popular Science Monthly Volume 3, p. 418 (en inglés).
Telégrafo de una sola aguja de Cooke y Wheatstone. Cuando se giraba la manivela en un sentido, el movimiento se replicaba en el receptor.

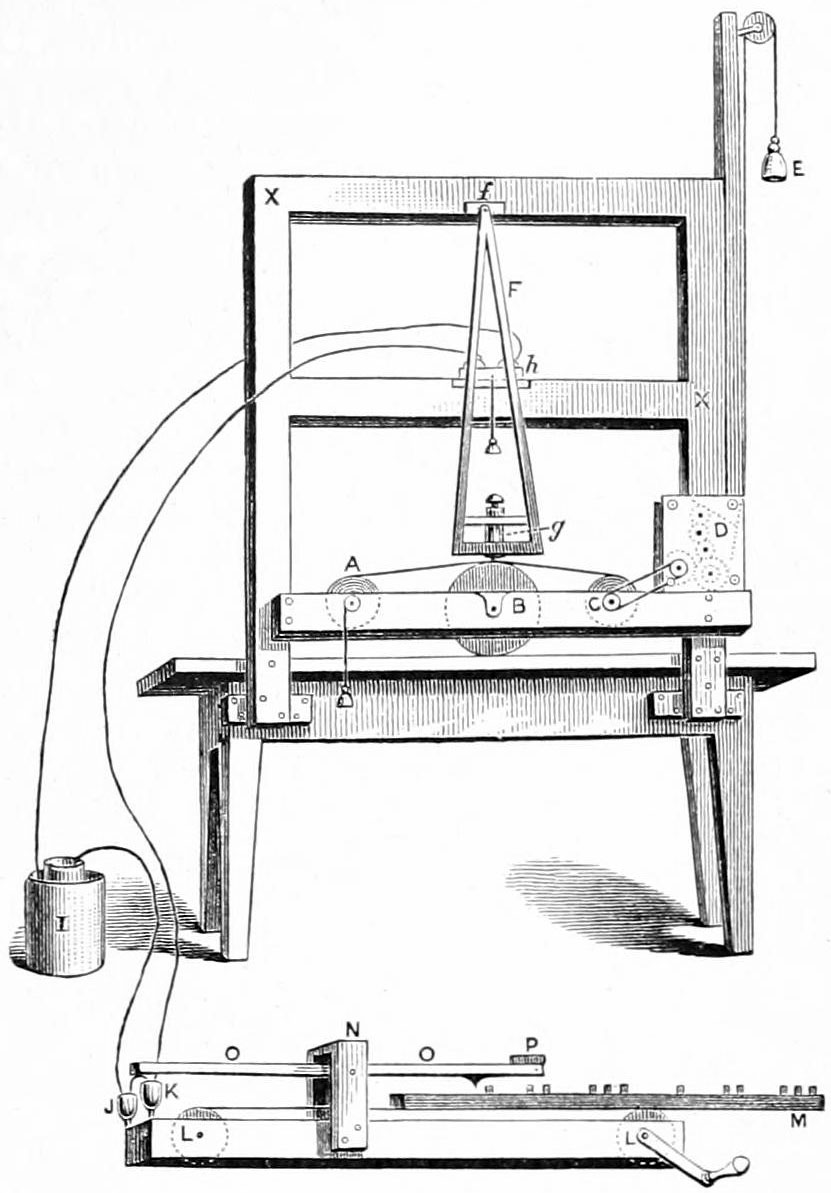
Grabado de Appletons' Cyclopædia of American Biography, p. 426. (en inglés) de 1900.
Grabado del diseño original del telégrafo de Morse.

El telégrafo eléctrico, que se desarrolló en la primera mitad del siglo xix, tiene su origen en multitud de experimentos y nuevas tecnologías, por lo que no se puede mencionar un único inventor aunque sí algunos nombres importantes.
Por ejemplo, el diplomático ruso Pavel Schilling construyó en 1832, en su propio apartamento, un telégrafo electromagnético que usaba seis galvanómetros como receptores cuyas agujas señalaban el carácter enviado. Otro ejemplo lo encontramos en los célebres científicos Gauss y Weber, quienes en 1833 instalaron una línea telegráfica entre la universidad y el observatorio astronómico de Gotinga donde ambos trabajaban. Consiguieron comunicarse haciendo mover la aguja de un magnetómetro, con la que coordinaban el tiempo, y llegaron a desarrollar un código de 5 bits.
Sin embargo no fue hasta la primera patente de un telégrafo cuando este salió de los laboratorios. Fue en 1837, cuando William Fothergill Cooke, quien se asoció con el profesor de física Charles Wheatstone, patentó un telégrafo de cinco conductores eléctricos que hacían mover otras cinco agujas imantadas con las que señalar una de las 20 letras que tenía el aparato. En julio de ese mismo año hicieron una demostración de su invento entre las estaciones de Euston y Camden Town, pero no fue hasta el 9 de julio de 1839 cuando empezó a funcionar su invento entre la estación de Paddington, en Londres y la de West Drayton, a 21 kilómetros de distancia. Esta vez, sin embargo, utilizaron una variante de su invento que usaba solo dos agujas y utilizaba un código de pulsos eléctricos positivos y negativos para cada carácter.

Finalmente, tras conseguir reducir el número de agujas de su invento a una sola, Cooke y Wheatstone fundaron la Electric Telegraph Company en 1846, percursora de la primera empresa de telecomunicaciones —la British Telecom—, y para 1852 ya había instalados en Inglaterra 6500 km de líneas telegráficas. El invento se extendió a lo largo de Europa y se instalaron líneas en diversos países como Francia (1845), Austria-Hungría y Bélgica (1846), Italia (1847), Suiza (1842) o Rusia (1853).
La otra pareja clave en la historia de la telegrafía fue la formada por el pintor Samuel Morse y Alfred Vail, ambos estadounidenses y contemporáneos a Cooke y Wheatstone. Samuel Morse había oído hablar en 1832 sobre los electroimanes en el transcurso de un viaje, y se le ocurrió usarlos para hacer mover un lapicero que marcase el mensaje enviado en un papel. En 1835 fue nombrado profesor de literatura, de arte y de dibujo en la universidad de Nueva York, por lo que pudo dedicarse a construir su primer prototipo. Sin embargo, no sería hasta 1837 cuando junto con Alfred Vail consiguiese un prototipo totalmente operativo. En 1843 consiguieron 30 000 dólares estadounidenses para financiar la construcción de una línea telegráfica entre Washington y Baltimore, la cual se inauguró el 1 de enero de 1845.

Así se consolidó también el uso del telégrafo en Estados Unidos. Para 1866 la empresa que había unificado el mercado —la Western Union Telegraph Company— tenía más de 2250 oficinas y 120 000 kilómetros de líneas; y se ofrecían servicios tanto personales como profesionales, como el servicio de noticias de Associated Press.
Conforme el uso del telégrafo se iba consolidando se les fueron añadiendo nuevas mejoras y funcionalidades. Cabe destacar el modelo de telégrafo que patentó David Edward Hughes en 1855 con el que se podían transmitir hasta 45 palabras por minuto en vez de las 25 palabras por minuto del sistema Morse. Se trataba de un sistema que, utilizando una rueda con las letras del lgabet, imprimía directamente el mensaje transmitido en un lenguaje comprensible. Otro gran avance fue el que introdujo Émile Baudot en 1874, quien invento un tipo de multiplexación por división de tiempo que permitía varias comunicaciones simultáneas usando la misma línea; o Tomas Edison, quien había trabajado desde los quince años como telegrafista e inventó en 1874 un sistema de comunicaciones cuádruplex con el que enviar cuatro telegramas simultáneos por el mismo hilo.
El telégrafo se consagró como el medio de comunicación predilecto. Si en 1865 el total de líneas telegráficas de los miembros de la Unión Telegráfica Internacional era de 500 000 kilómetros y se enviaban unos 30 millones de mensajes, hacia 1913 había 7 millones de kilómetros de líneas y se transmitían 500 millones de telegramas. Solo algunos países de Europa, como Inglaterra o España, adoptaron mayoritariamente el sistema de Cooke y Wheatstone, y en el resto del mundo se prefirió el sistema de Morse. Este fue establecido para las líneas telegráficas internacionales en la Conferencia de París de 1865 cuando se constituyó la Unión Telegráfica Internacional. Después, en 1903, este mismo organismo recomendó en la Conferencia de Londres el uso del sistema de Hughes para las líneas de mayor actividad y el de Baudot para los servicios con más de 500 telegramas diarios.
El telégrafo se había consagrado como el medio de comunicación por antonomasia, e influyó notablemente en otras tecnologías futuras hasta el punto de condicionar su denominación: 'telégrafo parlante' o 'mejoras en telegrafía' —teléfono—, o la 'telegrafía sin hilos' —radiocomunicación.

### El teléfono
Uno de los inventos más exitosos del siglo xix, que aún es muy usado en nuestros días, fue el teléfono. Este invento hizo posible comunicarse utilizando la voz, aunque en un principio no se apostó por su desarrollo debido al éxito y el poder que ya tenía el telégrafo. Como en muchos otros casos, el invento y desarrollo del teléfono no se debe a una sola persona, y fueron varios los inventores que desarrollaron tecnologías relacionadas con la telefonía. De hecho, las primeras especulaciones sobre la posibilidad de transmitir la voz a distancia son muy anteriores a la invención del teléfono. Por ejemplo, Robert Hooke especuló sobre la transmisión de la voz a distancia, pero sus experimentos con cuerdas tirantes no tuvieron mucho éxito; y G. Huth utilizó por primera vez la palabra ‘teléfono’ en A Treatise concerning some Acoustic Instruments and the use of the Speaking Tube in Telegraphy (1796) al sugerir usar cuernos y megáfonos para comunicarse.
Pero no fue hasta el desarrollo de una tecnología específica cuando se puede hablar de los primeros pioneros: Antonio Meucci, Philipp Reis, Innocenzo Manzetti, Elisha Gray o Alexander Graham Bell, entre otros. El comienzo de la telefonía estuvo marcado, de hecho, por numerosas batallas legales por la autoría de los primitivos teléfonos, por lo que es preferible recurrir al orden cronológico a la hora de enumerar los distintos avances técnicos o las patentes de estos.
Así, en 1856 Antonio Meucci instaló en su domicilio un dispositivo que conectaba el dormitorio con el sótano con el que poder hablar con su esposa enferma, que llamó «teletrófono» —«telettrofono» en italiano—, y que supuestamente fue publicado en la prensa. Sea como sea, el primer artilugio al que se le llamó «teléfono» —«telefón» en alemán— fue el presentado por Philipp Reis en 1862, quien usó una membrana de cuero para su dispositivo. El resultado fue un teléfono que permitía transmitir notas eléctricas y sonidos sencillos, pero en el que se hacía prácticamente imposible hablar. Dos años después, en 1864, Innocenzo Manzetti inventó su propio 'telégrafo parlante' —télégraphe parlant en francés— que permitía transmitir la voz, y fue publicado por los medios.

Sin embargo, la primera patente de un sistema telefónico fue la que obtuvo el estadounidense Alexander Graham Bell en 1876, con la que obtuvo la explotación en exclusiva del invento hasta 1893 y logró llegar a monopolizar el mercado en Estados Unidos. Otro inventor, el también estadounidense Elisha Gray presentó una solicitud de patente de un sistema telefónico el mismo día que Bell —en realidad que su inversor, Hubbard—, pero llegó tarde por unas horas. Cabe destacar que Bell se vio envuelto hasta en 600 litigios por la autoría del teléfono, incluidos Meucci, Gray, Edison o la entonces todopoderosa Western Union, pero ganó todos los juicios. La autoría del teléfono sigue siendo aún motivo de controversia y difiere según el país.
Sea como sea, la realidad es que el mercado no supo ver el potencial del invento, calíficado de "juguete", pues todas las necesidades de comunicación eran resueltas con el telégrafo, que además dejaba testimonio escrito de lo transmitido. Así, el verdadero hito de Bell y sus asociados fue haber iniciado, y luego monopolizado, un mercado tan importante como es el telefónico, que llegó a estar controlado casi por completo por la American Telephone & Telegraph Company —inicialmente Bell Telephone Company—. Por supuesto, eso pasó en los Estados Unidos, pero el desarrollo en el resto del mundo se hizo a imagen y semejanza del caso estadounidense.

Bell, profesor de hijos sordomudos y conocedor de la fisonomía del oído humano, buscaba la forma de construir un teléfono —el pensó en un "oído eléctrico"—, pero todos los experimentos de la época trataban de inventar la telegrafía armónica con la que transmitir multitud de conversaciones telegráficas en un mismo hilo, cada una con una nota. Los esfuerzos de Bell hicieron que perdiera la mayoría de sus alumnos para dedicar tiempo a sus experimentos, por lo que los padres de los dos únicos alumnos que le quedaban, su futuro suegro Gardiner Hubbard y Thomas Sanders, empezaron a financiarle si se centraba en buscar un telégrafo armónico. Bell, sin embargo, siguió investigando su oído mecánico junto con Thomas Watson, un hábil constructor que cubría la torpeza de Bell con los cacharros eléctricos. En junio de 1875 lograron identificar un sonido metálico a través del invento, y el 14 de febrero de 1876 Hubbard pidió la patente bajo la denominación de "mejoras en telegrafía", en la que se mencionaba que serviría para enviar voz u otros sonidos telegráficamente. El 10 de marzo Bell recibió la patente 174 465 y tres días después pronunciaría la famosa frase «Señor Watson, venga aquí, le necesito» a través de su teléfono.

Pero el contexto en la década de 1870 no era el más propicio para las grandes inversiones, debido fundamentalmente a la crisis económina de 1873 y a la consolidación del telégrafo —se cuenta que la propia Western Union se negó a comprar la patente del teléfono—. Así, Bell y Watson de centraron en hacer diversas demostraciones de su invento, incluyendo la exposición universal de ese año, mientras que Hubbard empezó a comercializar el producto a bajo coste y a conseguir conferencias para Bell. Un año después, en 1877 constituyeron la Bell Telephone Company, repartiéndose los beneficios en 3 décimas partes para cada uno —Bell, Hubbard y Sanders— y una décima parte para Watson; y a finales de ese año ya tenían 3000 teléfonos instalados y muchas deudas. No fue hasta la incorporación de Theodore Vail —hermano de Alfred Vail— cuando la empresa empezó a tomar buen rumbo, pero para ese año ya había 1730 compañías competidoras en los Estados Unidos, incluida la Western Union que había fichado a Edison para que mejorase la tecnología de Bell. La situación siguió siendo precaria durante dos años, en los que Watson inventó el timbre del teléfono e instalaron un teléfono en el despacho del presidente Hayes; hasta que en 1879 la Corte Suprema dio la razón a Bell en su proceso contra la Western Union, por lo que se quedó con sus 56 000 clientes para tener un total de 133 000 abonados. A partir de ese año el grupo liderado por Vail se hizo con todo el mercado estadounidense, pues tenían aún 17 años hasta que caducara la patente para explotar en exclusiva el invento, y de hecho las acciones de 50 dólares valían ahora más de 1000 dólares. En esos 13 años alcanzaron los 230 000 clientes y se refundaron como la American Telephone & Telegraph Company. La compañía siguió creciendo, dentro de las fluctuaciones propias del mercado, hasta llegar a ser un auténtico monopolio, diferencia primordial entre el mercado estadounidense y el europeo en el que el monopolio de estas infraestructuras fue ejercido por el Estado. La empresa fundó los Laboratorios Bell, compró gran parte de la Western Union y siguió siendo una de las empresas más grandes de la historia hasta que las acciones antimonopolio del Departamento de Justicia de los Estados Unidos lograron separar la compañía en entidades locales —Baby Bells— en 1984.
Otro gran hito en la telefonía fue la invención de la conmutación de manos de Tivadar Puskás.

### Los cables submarinos
El desarrollo de la telecomunicación en el último tercio del siglo xix estuvo marcado por la cooperación internacional en la telecomunicación, que tuvo sus inicios en las actividades cotidianas de los telégrafos que, en las propias fronteras de las distintas naciones de la época, se intercambiaban y traducían los mensajes transfronterizos. Sin embargo, los mares y océanos constituían una frontera natural difícil de evitar.
Durante este siglo se investigó el uso de medios de transmisión de formas simples, de hierro o cobre, y en la mayoría de ocasiones sin recubrimiento externo. Cabe recordar que la forma de investigar de la época era el ensayo y error, en la que se probaban decenas de materiales para solventar un problema hasta dar por el óptimo. En 1847 Werner von Siemens y otros inventaron métodos para recubrir cables de gutapercha para impermeabilizarlos.
El primer cable submarino fue el que se largó en el paso de Calais —canal de la Mancha— entre el cabo Gris-Nez —Francia— y el cabo Southerland —Inglaterra— de manos de los hermanos John y Jacob Brett. Se trató de un cable telegráfico que fue tendido por el remolcador Goliaht el 28 de agosto de 1850, pero que fue seccionado por un pescador local al poco tiempo, el cual lo exhibió como trofeo. El año siguiente se volvió a largar un cable, que corrió más suerte que el anterior, formado de 4 hilos de cobre de 1,65 mm de diámetro recubiertos de cáñamo y reforzado con 10 alambres de hierro galvanizado de 7 mm de diámetro. Debido al éxito de este primer cable la idea se extendió y en 1852 se unió Gales y Escocia con Irlanda, y al año siguiente se conectó Bélgica y Dinamarca a través del mar del Norte. Se tendieron también cables entre Córcega y Cerdeña, Italia y Córcega, Tasmania y Australia, y muchas otras localizaciones. En 1860 ya existía un enlace directo entre Inglaterra y la India que salvaba numerosas vías de agua como el canal de Suez.
Sin embargo, el gran desafío de la época fue tender el primer cable telegráfico transatlántico, una auténtica proeza en la ingeniería de la época. El 7 de agosto de 1857, el buque de guerra Agamemnon, trató de largar unos 3200 kilómetros de cable fabricado con un núcleo de siete hilos de cobre recubiertos de gutapercha —hasta los 12,2 mm— y un refuerzo exterior de 18 alambres de hierro. Sin embargo, 10 días después de su partida de Irlanda, el cable se rompió a 3600 metros de profundidad —2000 brazas—, por lo que se abandonó el proyecto. El verano siguiente se reintentó el tendido, pero con otro planteamiento: el Agamemnon y el Niagara se encontrarían en medio del atlántico, cada uno con la mitad del cable, y tras unir ambos extremos el 28 de junio partieron cada uno en direcciones opuestas; el cable del Agamemnon se rompió a los 230 km de travesía, por lo que ambos fondearon en Queenstown —Terranova— a la espera de órdenes. Un mes después del primer intento, el 28 de julio de 1858, ambos barcos repitieron la operación una vez más y lograron tender los 2340 km de cable necesarios para unir Dowlas Bay —Valentia, Irlanda— y la bahía de Trinity —Terranova—, a donde ambos barcos llegaron el 5 de agosto. Esa misma noche se envió el primer telegrama anunciando la llegada, así como diversas felicitaciones. Sin embargo, apenas un mes después, el 3 de septiembre, el cable se averió debido a una sobrecarga de tensión. A pesar de los múltiples fracasos, el empresario Cyrus Field, dueño de la compañía Atlantic Telegraph Company, consiguió fletar una nueva expedición para largar otro cable. Tras la Guerra de Secesión, el 23 de julio de 1865, el buque Great Eastern —el más grande de la época— zarpó de Valentia con 3700 km de cable, 3 veces más grueso que el anterior, con rumbo a Terranova. A principios de agosto, cuando se habían tendido más de 1900 de cable, los técnicos del barco descubrieron un defecto de fabricación que les obligó a reflotar varios kilómetros de cable para sustituirlo, con tan mala fortuna que este se rompió durante las tareas de reparación. Tras tres intentos fallidos de recuperar el cable, después de conseguir encontrarlo en el fondo del océano, el barco regresó a Irlanda. Por fin, en 1866, el Great Eastern consiguió largar con éxito el cable submarino y, para rematar la faena, recuperó el cable perdido un año antes del fondo del Atlántico y lo completó para tener un segundo cable a través del océano.
Desde entonces, se han tendido muchos más cables submarinos a lo largo de todo el planeta, mejorando las tecnologías existentes hasta el uso de la actual fibra óptica. Se calcula que hoy en día el 90 % del tráfico de Internet se transmite por cables submarinos —el resto, por satélites—.

## sigloXX. Guerra y electrónica
A principios del xx aparece el teletipo que, utilizando el código Baudot, permitía enviar texto en algo parecido a una máquina de escribir y también recibir texto, que era impreso por tipos movidos por relés.
El término telecomunicación fue definido por primera vez en la reunión conjunta de la XIII Conferencia de la UTI (Unión Telegráfica Internacional) y la III de la URI (Unión Radiotelegráfica Internacional) que se inició en Madrid el día 3 de septiembre de 1932. La definición entonces aprobada del término fue: "Telecomunicación es toda transmisión, emisión o recepción, de signos, señales, escritos, imágenes, sonidos o informaciones de cualquier naturaleza por hilo, radioelectricidad, medios ópticos u otros sistemas electromagnéticos".
El siguiente artefacto revolucionario en las telecomunicaciones fue el módem que hizo posible la transmisión de datos entre computadoras y otros dispositivos. En los años 60 comienza a ser utilizada la telecomunicación en el campo de la informática con el uso de satélites de comunicación y las redes de conmutación de paquetes. La década siguiente se caracterizó por la aparición de las redes de computadoras y los protocolos y arquitecturas que servirían de base para las telecomunicaciones modernas (en estos años aparece la ARPANET, que dio origen a la Internet). También en estos años comienza el auge de la normalización de las redes de datos: el CCITT trabaja en la normalización de las redes de conmutación de circuitos y de conmutación de paquetes y la Organización Internacional para la Estandarización crea el modelo OSI. A finales de los años setenta aparecen las redes de área local o LAN.
En los años 1980, cuando los ordenadores personales se volvieron populares, aparecen las redes digitales. En la última década del siglo XX aparece Internet, que se expandió enormemente, ayudada por la expansión de la fibra óptica; y a principios del siglo XXI se están viviendo los comienzos de la interconexión total a la que convergen las telecomunicaciones, a través de todo tipo de dispositivos que son cada vez más rápidos, más compactos, más poderosos y multifuncionales, y también de nuevas tecnologías de comunicación inalámbrica como las redes inalámbricas.

### Bibliográficas
1. 1 2  Romeo López, José María; Romero Frías, Rafael. El ferrocarril y el telégrafo.. Fundación Telefónica y el Departamento de Ingeniería Audiovisual y de Comunicaciones de la UPM. p. 1. Archivado desde el original el 25 de septiembre de 2013. Consultado el 23 de agosto de 2013. «Desde los Orígenes de la Humanidad se sintió la necesidad de comunicación a distancia y rápida para prevenir invasiones o ataques, conocer el desarrollo y consecuencias de las batallas, etc. Los medios de enlace de que se disponía eran la luz y el sonido, precibidos por los sentidos de la vista y el oído.»
2. ↑  Innis, Harold Adams. «Introducción». Empire and Communications. p. 7. «In the organization of large areas communication occupies a vital place, (···). The effective government of large areas depends to a very important extent on the efficiency of communication.» Traducción: «En la organización de las grandes áreas la comunicación ocupa un puesto de vital importancia, (···). El gobierno efectivo de las grandes áreas depende en gran medida de la eficiencia de las comunicaciones.»
3. ↑  Bringas y Martínez, Manuel (1884). «Aplicaciones antiguas.». Tratado de telegrafía, con aplicación a servicios militares. Madrid: Madrid Imprenta del Memorial de Ingenieros. p. 7. Consultado el 22 de agosto de 2013. «Agamenón dispuso durante el sitio de Troya un sistema completo de señales de fuego entre los montes de penesa é Ida, para anunciar á su esposa Clytemnestra la toma de la ciudad.»
4. 1 2  Bringas y Martínez, Manuel (1884). «Aplicaciones antiguas.». Tratado de telegrafía, con aplicación a servicios militares. Madrid: Madrid Imprenta del Memorial de Ingenieros. pp. 8 y 9. Consultado el 22 de agosto de 2013. «(···) que 336 años antes de la era Cristiana usaban ya un sistema, inventado por Eneas, consistente en un gran vaso lleno de agua ú otro líquido, en cuya parte inferior habia un orificio para darle salida, y sobre la superficie del cual habia un flotador de corcho, al que estaba unida una tira perpendicular dividida en varias partes iguales, cada una de las cuales representaba una frase distinta; Para trasmitir una frase se levantaba una antorcha, al mismo tiempo que se dejaba salir al íquido; y cuando aquélla se hallaba en el plano horizontal del borde del vaso, bajaban la antorcha y cerraban el orificio de salida del líquido. Al ver levantada la antorcha, el que tenía que escribir la frase, alzaba la suya y dejaba salir el líquido, bajándola é impidiendo la salida de éste al ver que aquélla era bajada. Esta operación se repetía en todas las estaciones hasta la del término, o en que debía de recibirse el mensaje, en la que se observaba la frase que se encontraba frente al borde del vaso, la cual expresaba el mensaje trasmitido».
5. ↑  Romeo López, José María; Romero Frías, Rafael. El ferrocarril y el telégrafo.. Fundación Telefónica y el Departamento de Ingeniería Audiovisual y de Comunicaciones de la UPM. p. 1. Archivado desde el original el 25 de septiembre de 2013. Consultado el 23 de agosto de 2013. «El historiador Polibio en el punto 42 del Libro X de su tratado de Historia, hace consideraciones que constituyen una incipiente teoría de la información, (···) En el punto 44 expone que, (···) cuando realmente se desarrolló un verdadero procedimiento de transporte de información fue en el siglo IV a. d. C. y se atribuye a Eneo el Táctico.»
6. ↑  Bell, Daniel (1981). «La telecomunicación y el cambio social». Les Cahiers de la Communication I (1): 18-36. Archivado desde el original el 17 de octubre de 2013. «En este terreno la infraestructura más antigua es sin duda el servicio postal. Tuvieron que pasar muchos años hasta que vieran la luz los diferentes sistemas de telecomunicaciones que han llevado a la tecnología que conocemos hoy.»
7. 1 2  Aguilar Pérez, Antonio; Martínez Lorente, Gaspar (15 de marzo de 2003). «La telegrafía óptica en Cataluña. Estado de la cuestión». Scripta Nova, Revista Electrónica de Geografía y Ciencias Sociales (Universidad de Barcelona) VII (137). ISSN 1138-9788. Consultado el 23 de agosto de 2013. «En las torres, sobre una plataforma se montaba un mástil de madera, en cuyo extremo superior se colocaba horizontal un travesaño (denominado regulador), que podía modificar su posición mediante cuerdas y poleas. En el extremo del brazo horizontal había otros brazos verticales también móviles (denominados reguladores). De este modo se podían conseguir un gran número de figuras geométricas que desde la torre siguiente eran visualizadas por medio de un anteojo. Ante el éxito de esta primera línea se creó en Francia una extensa red de telegrafía óptica que, a mediados del siglo XIX, alcanzaba casi los 5.000 kilómetros.»
8. ↑  Unión Internacional de Telecomunicaciones (15 de marzo de 1965). «Los percusores». Del semáforo al satélite. Ginebra. p. 11. «Al parecer, el primero que hizo un esbozo gráfico y completo de la telegrafía visual fue el eminente físico y químico inglés Robert Hooke (1635-1703), en un discurso cuajado de detalles prácticos que pronunció en 1684 en la Royal Society, pero su sistema no fue nunca experiemntado prácticamente».
9. 1 2  Aguilar Pérez, Antonio; Martínez Lorente, Gaspar (15 de marzo de 2003). «La telegrafía óptica en Cataluña. Estado de la cuestión». Scripta Nova, Revista Electrónica de Geografía y Ciencias Sociales (Universidad de Barcelona) VII (137). ISSN 1138-9788. Consultado el 23 de agosto de 2013. «Un siglo antes, en 1684, Robert Hooke ya había expuesto ante la Royal Society un sistema de telegrafía visual, pero nunca se puso en funcionamiento. Fue la guerra en la que se encontraba inmersa Francia a finales de siglo la que auspició la construcción de las líneas de telégrafo óptico. Entre 1790 y 1795 Francia necesitaba tener unas comunicaciones rápidas y seguras. Se encontraba en plena Revolución; rodeada por las fuerzas aliadas de Inglaterra, Países Bajos, Prusia, Austria y España; Marsella y Lyon se habían sublevado, y la flota inglesa tenía la ciudad de Toulon. Ante esta situación desesperada, uno de los factores más favorables para los ejércitos franceses fue la falta de coordinación existente entre las fuerzas de coalición, por la ausencia de líneas de comunicación».
10. ↑  Aguilar Pérez, Antonio; Martínez Lorente, Gaspar (15 de marzo de 2003). «La telegrafía óptica en Cataluña. Estado de la cuestión». Scripta Nova, Revista Electrónica de Geografía y Ciencias Sociales (Universidad de Barcelona) VII (137). ISSN 1138-9788. Consultado el 23 de agosto de 2013. «El día 2 de Thermidor (19 de julio) de 1794, se transmitió el primer telegrama de la historia a lo largo de una línea de telegrafía óptica ideada por Claude Chappe que, mediante 22 torres y a lo largo de 230 kilómetros unía Lille y París. Por este medio, la Convención tuvo conocimiento de la derrota del ejército austríaco y la toma por parte del ejército republicano francés de las plazas fuertes de Landrecies y Condé.»
11. ↑  Hernández Hernández, Afrodisio (1974). La telecomunicación como factor histórico. p. 37. «El primer mensaje que pasó por el semáforo de Chappe entre Lille y París se transmitió el 15 de agosto de 1974, después de recorrer los 230 kilómetros a través de 22 torres, desde la de Santa Catalina, en Lille, a la estación de la Convención, sobre la cúpula del Louvre, y anunciaba dichosamente al Gobierno que sus fuerzas habían reconquistado Le Quesnoy.»
12. ↑  Revista de Telégrafos. 1884. p. 86.
13. ↑  Figueiras Vidal, Aníbal R.; Artés Rodríguez, Antonio (2002). Una panorámica de las telecomunicaciones. Pearson Educación. p. 33. ISBN 9788420531007.
14. ↑  Aguilar Pérez, Antonio; Martínez Lorente, Gaspar (15 de marzo de 2003). «La telegrafía óptica en Cataluña. Estado de la cuestión». Scripta Nova, Revista Electrónica de Geografía y Ciencias Sociales (Universidad de Barcelona) VII (137). ISSN 1138-9788. Consultado el 23 de agosto de 2013. «El sistema de telegrafía óptica británico, propuesto por Lord George Murray al almirantazgo británico, era diferente del francés. Consistía en instalar en la cumbre de cada torre un gran panel de madera, taladrado por seis agujeros circulares que se podían tapar por unos postigos también de madera».
15. ↑  Aguilar Pérez, Antonio; Martínez Lorente, Gaspar (15 de marzo de 2003). «La telegrafía óptica en Cataluña. Estado de la cuestión». Scripta Nova, Revista Electrónica de Geografía y Ciencias Sociales (Universidad de Barcelona) VII (137). ISSN 1138-9788. Consultado el 23 de agosto de 2022. «Finalmente, sería Agustín de Betancourt y Molina quien creó un sistema de telegrafía que superaba al sistema de Chappe, tanto en velocidad de transmisión como en seguridad, facilidad y precisión. El apoyo que recibió de la corte de Carlos III, a través del conde de Floridablanca, permitió a Betancourt viajar a París para ampliar sus estudios y conocer destacados ingenieros y científicos.[8] Allí hizo amistad con Abraham Louis Breguet, relojero suizo que residía en París y que había colaborado con Chappe en la construcción y perfeccionamiento de su sistema de telegrafía, lo que le permitió conocer de primera mano el sistema francés. Algo más tarde, entre 1793 y 1796, residió en Londres, donde estudió el sistema de George Murray. Buen conocedor de los dos sistemas y dudando de la efectividad de ambos, creó un nuevo telégrafo, que mostró a Breguet a su regreso a París en 1796. De nuevo juntos, Breguet y Betancourt perfeccionaron el sistema y lo presentaron a la Academia de Ciencias del Instituto de Francia.»
16. 1 2 3  Unión Internacional de Telecomunicaciones (15 de marzo de 1965). «Los percusores». Del semáforo al satélite. Ginebra. p. 22. «El ingeniero, Salvá de Barcelona, se propuso utilizar las burbujas de hidrógeno que surgían en el electrodo negativo como indicador para un nuevo telégrafo (···) S. T. von Sæmmerring (1955-1830) describió en el verano de 1809 un telégrafo electroquímico en la Academia de Ciencias de Munich e hizo numerosas demostraciones ante sus amigos. (···) Como en el telégrafo de Salvá, en el aparato de Sæmmerring la corriente provenía de una pila voltaica, y según fuera el hilo utilizado para cerrar el circuito, de los 35 que constaba, aparecían burbujas de hidrógeno en uno de los 35 electrodos sumergidos en agua en el terminal del receptor».
17. ↑  Suárez Saavedra, Antonio (entre 1880 y 1882). Tratado de telegrafía por Antonio Suárez Saavedra. p. 337. «Por lo demás, el Telégrafo propuesto en España por Salvá años atrás (49-II), sobre ser idéntico en el principio es más sencillo y de más fácil realización —por el menor número de conductores— que el de Samuel Soemmering.»
18. 1 2  Jones, R. Victor. «Samuel Thomas von Sömmering's "Space Multiplexed" Electrochemical Telegraph (1808-10)» (en inglés). Archivado desde el original el 11 de octubre de 2012. Consultado el 6 de septiembre de 2012.
19. ↑  Unión Internacional de Telecomunicaciones (15 de marzo de 1965). «Los pioneros del telégrafo». Del semáforo al satélite. Ginebra. p. 39. «Como tantos otros ramos de la ciencia y la tecnología, la telegrafía eléctrica no podía deberse a los trabajos de un solo individuo, por muy grande que este pudiera podido ser. (···) El nombre de los percursores suele olvidarse, pero su obra perdura».
20. 1 2  Unión Internacional de Telecomunicaciones (15 de marzo de 1965). «Los pioneros del telégrafo». Del semáforo al satélite. Ginebra. p. 25. «Ya hemos visto como el diplomático ruso Barón Schilling empezó a realizar experimentos de transmisión eléctrica de mensajes; su gran contribución, en 1832, fue la aplicación, a la telegrafía, de las desviaciones producidas en una aguja por el paso de una corriente eléctrica. (···) En 1833, los Profesores Carl Friedrich Gauss y Wilhelm Weber construyeron en Göttingen el primer telégrafo de aguja electromangnética para utilización práctica. Se empleó en la transmisión de información científica entre el laboratorio de física de la Universidad y el Observatorio astronómico, a un kilómetro de distancia, y permaneció en servicio hasta 1838».
21. 1 2  Unión Internacional de Telecomunicaciones (15 de marzo de 1965). «Los pioneros del telégrafo». Del semáforo al satélite. Ginebra. p. 25. «En marzo de 1836, William Fothergill Cooke (1806-1879), (···) rogó a Charles Wheatstone (1802-1875), Profesor de Filosofía natural en el Kings College, de Londres, que le presentara su concurso. Se asociaron y en 1837 obtuvieron su primera patente; en julio del mismo año hicieron ante los directores de la línea férrea Londres-Birmingham una demostración de su telégrafo de cinco agujas. La experiencia se efectuó entre Euston y Candem Town, (···) Funcionaba por desviación de dos agujas cualesquiera cuya intersección señalaba una de las 10 letras situadas por encima o por debajo de su eje».
22. 1 2  Unión Internacional de Telecomunicaciones (15 de marzo de 1965). «Los pioneros del telégrafo». Del semáforo al satélite. Ginebra. p. 25. «los directores del Great Western Railway mostraron espíritu más progresivo y confiaron a Cooke y Wheatstone la instalación de un telégrafo entre la estación de Paddington, término londinense de su línea, y West Drayton, a una distancia de 21 kilómetros; el telégrafo comenzó a funcionar el 9 de julio de 1839 (···) En este último sistema se utilizaba sólo la desviación de dos agujas, y para enviar mensajes por él era preciso emplear un código previamente establecido».
23. ↑  Unión Internacional de Telecomunicaciones (15 de marzo de 1965). «Los pioneros del telégrafo». Del semáforo al satélite. Ginebra. p. 25. «Cooke y Wheatstone siguieron perfeccionando su telégrafo y redujeron finalmente el número de agujas a una sola; sus sistema se mantuvo durante muchos tiempo en los ferrocarriles ingleses y llegó a penetrar en algún caso aislado en el siglo XX. En 1846 constituyeron la Electric Telegraph Company, y hacia 1852 se estimaba que en Inglaterra había unos 6500 km de líneas telegráficas.»
24. ↑  Unión Internacional de Telecomunicaciones (15 de marzo de 1965). «Los pioneros del telégrafo». Del semáforo al satélite. Ginebra. p. 29. «La recogida y distribución de noticias en el continente europeo era ya perfectamente posible a mediados del siglo XIX. La primera línea telegráfica de Francia se terminón en 1945, las de Austria-Hungría y Bélgica en 1846, la de la península italiana en 1847, la línea del telégrafo óptico Berlín-Colonia fue electrificada en 1849, la orimera de Suiza en 1852 y la de Rusia en 1853».
25. ↑  Unión Internacional de Telecomunicaciones (15 de marzo de 1965). «Los pioneros del telégrafo». Del semáforo al satélite. Ginebra. p. 25. «En esencia, la idea de Morse era utilizar el paso de una corriente eléctrica por un lectroimán para accionar una pluma o un lapicero que dejara una marca en una cinta de papel. El registro permanente en papel de los mensajes telegráficos era, sin duda, una nueva contribución, y en 1835, su nombramiento en la Universidad le dejó tiempo suficiente para construir en ese año su primer telégrafo, todavía imperfecto. Faltaba aún mucho por hacer para poder usarlo realmente en la práctica, y hasta 1837, cuando la pericia mecánica de Alfred Vail se alió al tesón de Samuel Morse, no quedó abierto el camino del éxito.»
26. ↑  Unión Internacional de Telecomunicaciones (15 de marzo de 1965). «Los pioneros del telégrafo». Del semáforo al satélite. Ginebra. p. 28. «Morse consiguió en 1843 treinta mil dólares para una línea telegráfica entre Washington y Baltimore; esta línea se inauguró el 1º de enero de 1845».
27. 1 2  Unión Internacional de Telecomunicaciones (15 de marzo de 1965). «Los pioneros del telégrafo». Del semáforo al satélite. Ginebra. p. 28. «En 1947, el Congreso vendió a compañías privadas la línea Washington-Baltimore, y hasta que Hiram Sibley unificó en la Western Union Telegraph Company, en 1965, las otras muchas compañías privadas que se habían constituido, no hubo verdadera ni rápida expansión. En 1866, la Western Union poseía 2250 oficinas y la longitud de sus líneas había pasado de 900 km a 120.000; uno de los factores que más contribuyeron a este crecimiento fue el desarrollo de un nuevo servicio telegráfico de noticias para la prensa de Nueva York, dirigido por la Associated Press».
28. 1 2 3  Unión Internacional de Telecomunicaciones (15 de marzo de 1965). «París - 1865». Del semáforo al satélite. Ginebra. p. 59. «El primer paso hacia la telegrafía en lenguaje claro fue dado en 1855, diez años antes de la Conferencia de París, por David E. Hughes con su patente de un nuevo telégrafo. (···) Consistía en una rueda giratoria en la que había las 28 letras del alfabeto (···) Un rodillo entintaba sin interrupción los caracteres tipográficos de la rueda y de este modo podía recibirse directamente el mensaje escrito en papel. (···) Baudot introdujo el código de cinco unidades (···) Combinó el uso del código de cinco unidades con la técnica múltiplex de distribución en el tiempo. (···) Edison, que había tenido que ganarse la vida desde la edad de 15 años,(···) en 1874, inventó el circuito cuádruplex.»
29. ↑  Unión Internacional de Telecomunicaciones (15 de marzo de 1965). «París - 1865». Del semáforo al satélite. Ginebra. p. 55. «Así, por ejemplo, la longitud de las líneas telegráficas de los Estados Miembros de la Unión, que en 1865 era de 500.000 km, llegó en 1913 a 7 millones de km, y el número total de telegramas cursados pasó de 30 millones en 1865 a más de 500 millones en 1913.»
30. 1 2 3  Unión Internacional de Telecomunicaciones (15 de marzo de 1965). «París - 1865». Del semáforo al satélite. Ginebra. p. 57. «Ningún otro país europeo adoptó el telégrafo de Wheatstone, salvo en España, que lo explotó durante poco tiempo. Se prefirió universalmente el sistema Morse, y en 1865 el Reglamento telegráfico aprobado en la Conferencia de Paríslo adoptó provisionalmete para su uso en las líneas internacionales. Hacia 1903, cuando había aumentado el tráfico y se disponía de aparatos más eficaces, el Reglamento aprobado ese año en la conferencia de Londres relegó el Morse a las líneas de poca actividad y recomendó para las líneas de actividad mayor el equipo de Hughes, y para las que cursaban más de 500 telegramas diarios, el sistema de Baudot u otros equivalentes.»
31. ↑  Descripción del vídeo en el Instituto neerlandés para el Sonido e Imagen. «100-jarige geschiedenis van de telefoon». Consultado el 20 de agosto de 2013.
32. ↑  Unión Internacional de Telecomunicaciones (15 de marzo de 1965). «El teléfono». Del semáforo al satélite. Ginebra. p. 91. «Fue también Robert Hooke (1635-1703), el gran hombre de ciencia inglés, quien formuló las primeras sugestiones sobre la forma de transmitir la palabra hablada a larga distancia. Después de algunos experimentos de transmisión de sonido por hilos tirantes, hizo la siguiente información: «No es posible oír un murmullo a la distancia de un estadio (201 metros); se ha oído ya; y quizás la naturaleza de este fenómeno permita oírlo a una distancia de diez veces mayor». .
33. ↑  Huurdeman, Anton A. (2003). «10. Telephony».  En John Wiley & Sons, Inc., ed. The worldwide history of telecommunications (en inglés). pp. 153. ISBN 0-471-20505-2. Consultado el 30 de octubre de 2013. «A German ‘‘doctor of world-wisdom and teacher of mathematics and physics,’’ Gottfried Huth suggested acoustical telephony in his little book, A Treatise Concerning Some Acoustic Instruments and the Use of the Speaking Tube in Telegraphy, published in Berlin in 1796. Huth proposed that during clear nights, mouth trumpets or speaking tubes should be used to pass messages from tower to tower. Although his proposal was impractical, his fame is assured by the sentence in his book: ‘‘To give a diferent name to telegraphic communication by means of speaking tube, what could be better than the word derived from the Greek: Telephone?’’».
34. ↑  Unión Internacional de Telecomunicaciones (15 de marzo de 1965). «Los pioneros del telégrafo». Del semáforo al satélite. Ginebra. p. 30. «Su conductor central estaba constituido por siete hilos trenzados de cobre puro, recubierto todo con tres capas de gutapercha hasta un diámetro de casi 12,2 mm. Este núcleo se hallaba luego cubierto por una fina capa de hilaza y cáñamo, y protegido con un blindaje de 18 cordones de siete finos hilos de hierro trenzado. Se fabricaron 3200 km de este cable y se embarcaron a bordo del H.M.S. Agamemnon, barco de guerra británico a impulsión por hélice, al efecto aparejado. El tendido comenzó el 7 de agosto de 1857 desde Valentia, en la costa occidental de Irlanda. El 17 de agosto el cable de rompió a 2000 brazas de profundidad, abandonándose el proyecto durante un año.»

- Datos: Q2750030
- Multimedia: History of telecommunications / Q2750030